# Villa Rendena
Villa Rendena és un antic municipi italià, dins de la província de Trento. L'any 2007 tenia 915 habitants. Limitava amb els municipis de Breguzzo, Daone, Darè, Montagne, Pelugo, Preore, Tione di Trento i Vigo Rendena.
L'1 de gener 2016 es va fusionar amb els municipis de Vigo Rendena i Darè creant així el nou municipi de Porte di Rendena, del qual actualment és una frazione.

## Administració
| Període | Identitat         | Partit        |
| ------- | ----------------- | ------------- |
| 2005-   | Emanuele Bernardi | Llista cívica |